# El tren en la nieve
El tren en la nieve (en francés, Le train dans la neige) es una pintura de paisaje urbano de 1875 del artista impresionista francés Claude Monet. La obra representa un tren rodeado de nieve en la estación de Argenteuil. Los historiadores del arte ven la obra como un ejemplo significativo de los esfuerzos de Monet por integrar la naturaleza y la industria en su obra. Muchos historiadores creen que Monet, de todos los artistas notables del siglo XIX, fue el que hizo la mayor cantidad de pinturas de trenes a lo largo de su vida.
Los historiadores del arte suelen enfatizar las líneas divisorias de la composición creadas por la valla, los árboles y las vías, así como el humo oscuro producido por la locomotora. Sin embargo, estos historiadores obtienen diferentes significados de la pintura, aunque en general hacen referencia a temas de industria y movimiento. Los estudiosos también notan las importantes conexiones entre la pintura de Monet y las obras literarias contemporáneas, particularmente las de Émile Zola.

## Fondo
Con el estallido de la guerra franco-prusiana, Monet y su recién casada esposa Camille huyeron a Inglaterra por temor al reclutamiento militar de Monet. Al regresar a Francia a fines de 1871, la pareja se instaló en Argenteuil a lo largo del Sena. Si bien muchas de las pinturas de trenes de Monet provienen de la estación parisina de St. Lazare, El tren en la nieve representa la estación de Argenteuil, que era la "parada de pasajeros" del artista. En el momento de la residencia de Monet, Argenteuil era una zona suburbana, conectada por ferrocarril a París, El Havre y Ruan; los trenes y las locomotoras estaban a la vista constantemente en la estación de Argenteuil debido a su almacenamiento o redirección allí.

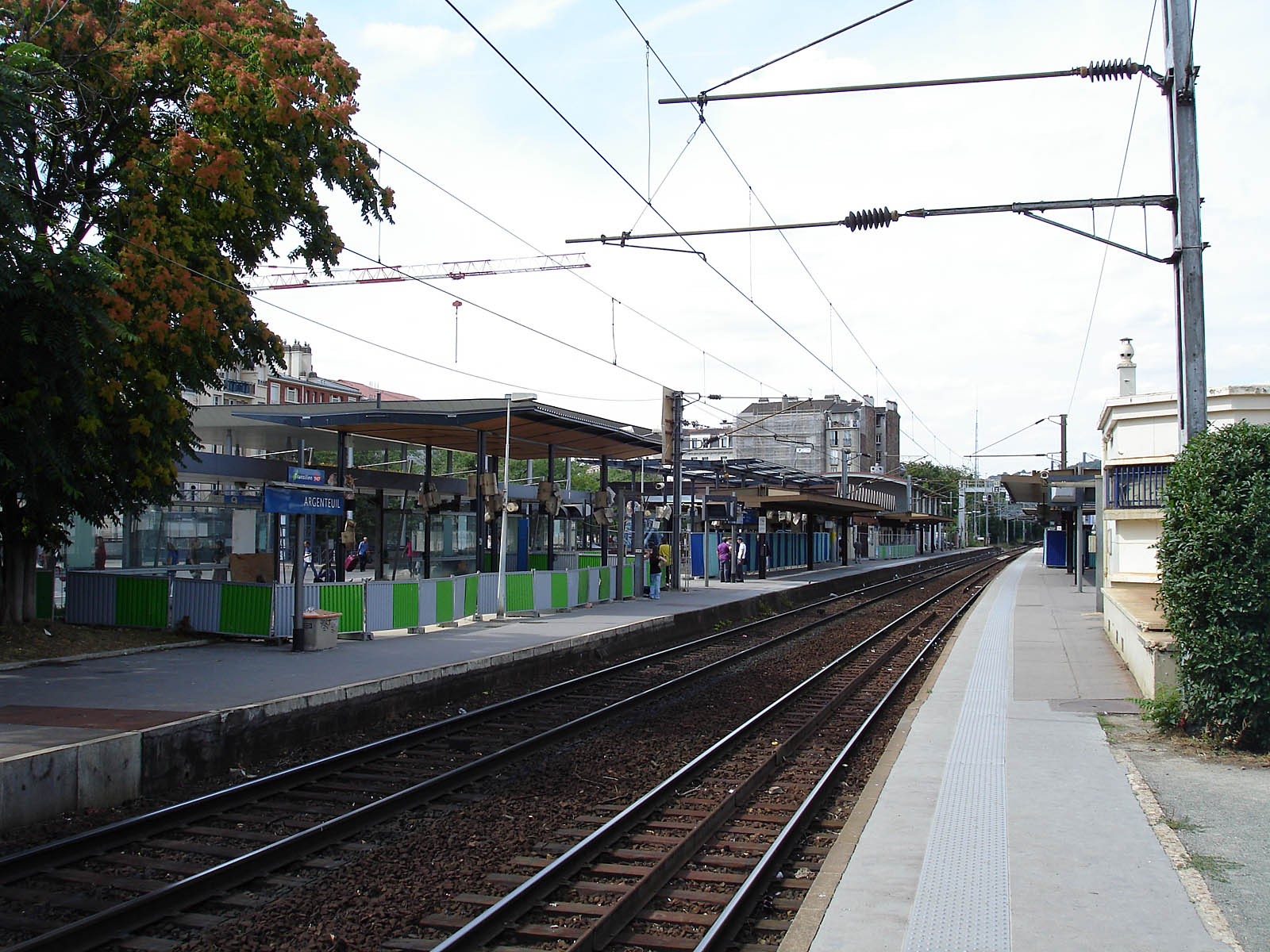
La estación de Argenteuil a principios del.

A lo largo del invierno de 1874-1875, Monet pintó continuamente escenas de nieve dentro y alrededor de su casa en Argenteuil. Fascinado por los trenes que pasaban por su estación local de camino a París, el artista trabajaba en sus pinturas mientras estaba de pie en el andén de la estación. De sus muchas pinturas de trenes, Monet parece haber pintado solo tres escenas en 1875-1876 que tienen lugar en la nieve, incluida esta pintura en particular.

## Descripción y análisis

### Contenido
La pintura representa un tren de vapor que llega a la estación de Argenteuil, donde muchos viajeros se reúnen en el andén esperando para subir. Como en la mayoría de los paisajes nevados de Monet en Argenteuil, la composición de El tren en la nieve está animada por figuras que sirven para animar el frío paisaje. El señalero, por ejemplo, se prepara para la salida del tren mientras se para frente a la locomotora, junto a la señal de alto en el andén.

### Uso del color
El uso del color de Monet realza la composición. La historiadora del arte y conservadora Marianne Delafond centra su análisis de la pintura en el humo que sale del tren oscuro; ella describe el humo como "eructado" hacia afuera del tren y mezclándose con el "cielo tan frío y gris como la nieve que cubre las vías". De manera similar, la erudita literaria Marian Robinson describe el humo como una especie de "bajorrelieve contra el cielo más opaco". Sin embargo, el humo no es monocromático ya que hay toques de púrpura dentro de la vaharada. Otros toques de color presentes en la pintura incluyen las luces rojas y amarillas que emanan de la locomotora oscura. El rojo, enfocado más intensamente en la parte delantera del tren, parece "ensangrentar la nieve". Las luces amarillas, por el contrario, no solo están pintadas de forma brillante en la parte delantera de la locomotora, sino que también aparecen en el punto de fuga.

### Técnica y efectos
El historiador del arte Paul Hayes Tucker enfatiza la profundidad de la pintura de Monet en su interpretación; a pesar de que el punto de vista del espectador no está a más de 30 metros del tren, Tucker afirma que "la industria y el lado más arenoso de los desarrollos modernos parecen estar muy lejos". La parte principal del tren, aunque está relativamente cerca del espectador, está "inundada y desmaterializada en el aire lleno de nieve". El tren en la nieve también es ampliamente visto como un ejemplo de los intentos de Monet durante la década de 1870 para reconciliar la perspectiva que retrocede con su exploración de los efectos de superficie. Estos efectos de superficie son producidos por la propia firma oscura de Monet y los "tonos vigorosos añadidos en la nieve... muy tarde en la ejecución del lienzo", dando así a la composición un efecto texturizado. Además, el efecto de los vagones del tren y la plataforma de la estación desapareciendo en el horizonte se logra a través del "contorno brumoso" que mezcla los elementos sólidos con el cielo.
Tucker también observa cómo el tren, aunque evidentemente detenido en la estación, implica movimiento. Atribuye esta ilusión óptica al uso de Monet de líneas convergentes creadas por las diagonales de los árboles, la valla y las vías del tren, así como a la naturaleza "elegante" de la propia locomotora. Marian Robinson afirma además que la "sugerencia de movimiento y poder" en las vistas ferroviarias de Monet proporciona "una visión apocalíptica de destrucción potencial" provocada por la Revolución Industrial.
Los historiadores del arte han ofrecido más comentarios sobre el uso de diagonales en la pintura. John House describe las cercas de madera como una interrupción del "flujo del espacio" porque dividen el primer plano de la escena. James Rubin, por otro lado, cree que las líneas de la valla y los árboles combinados con los "efectos suavizantes de la nieve" sitúan al tren en el "refugio residencial" de los suburbios de Argenteuil. Rubin también cree que la ordenada hilera de árboles refleja el "paisajismo reciente" de la estación, lo que enfatiza los efectos de la Revolución Industrial. 

## Interpretación y recepción

### Monet y Zola

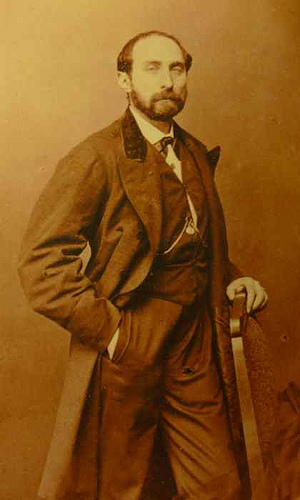
Dr. Georges de Bellio, comprador de El tren en la nieve.

Marian Robinson enfatiza la conexión entre este trabajo y la escritura del novelista francés Émile Zola. Robinson señala una escena particular en la novela La bestia humana de Zola que parece hacer eco de las imágenes de El tren en la nieve de Monet; ella afirma que la locomotora de Monet "ensangrienta" la nieve de la misma manera que se describe en la escena imaginada por Zola, que también presenta un tren atrapado en una nevada o ventisca. Además, Robinson afirma que los colores de Monet en El tren en la nieve "tiñen la monotonía", coincidiendo con "la ominosa pesadez de la breve escena de Zola". Zola estaba familiarizado con las pinturas de trenes de Monet y escribió una crítica positiva sobre ellas en la Tercera Exposición Impresionista celebrada en abril de 1877. Tucker también señala las similitudes entre la representación "poética" del ferrocarril de Monet en El tren en la nieve y los escritos posteriores de Zola.

### Procedencia
La obra fue comprada a Monet por el doctor Georges de Bellio. De Bellio instó a Monet a que se la vendiera o se la quedara él mismo porque temía que la pintura "caería en manos de un tonto". Después de su exitosa compra, el médico prestó El tren en la nieve para una exposición de Monet en la galería Paul Durand-Ruel en 1883, donde atrajo la atención de la crítica. En 1940, la hija y el yerno de Bellio, Victorine y Don Eugene Donop de Monchy, donaron la pintura al Museo Marmottan Monet de París, donde permanece.

## Obras relacionadas
|                                        |
| Tren en la nieve en Argenteuil (1875). |

|                                  |
| La estación de Argenteuil (1872) |